# Witold Henryk Paryski
Witold Henryk Paryski (10. září 1909 Pittsburgh, Pensylvánie – 16. prosince 2000 Zakopane) byl polský historik, znalec Tater, horolezec, horský vůdce a záchranář, ochránce přírody, absolvent medicíny, autor literatury o Tatrách a podtatranském kraji. Autor tatranského horolezeckého průvodce Tatry Wysokie a (spolu s manželkou Zofií Radwańskou-Paryskou) Wielkiej encyklopedie tatrzańskiej.

## Dílo
- Tatry Wysokie, svazky I-XXV, Varšava 1951-1988, (polsky)
- Encyklopedia Tatrzańska, Varšava 1973, (polsky)
- Wielka encyklopedia tatrzańska, Poronin 1995, (polsky), (+ 2. vydání 2004)
- Július Andráši a Witold H. Paryski: Vysoké Tatry: Výber horolezeckých výstupov, Šport Bratislava, 1974, 1. vyd., 312 s., č. 77-022-74, (slovensky)